# Hiperión (satélite)
Hiperión es un satélite de Saturno, el séptimo satélite clásico en orden de distancia desde el planeta. Se distingue por su forma irregular, su rotación caótica, y su apariencia inexplicable parecida a una esponja.
Está en órbita a una distancia media de 1.481.000 km, realizando una vuelta en poco más de veintiún días y seis horas. De forma relativamente irregular, tiene un diámetro de alrededor de 300 km y una masa mil veces inferior a la de nuestra Luna. Su densidad es extraordinariamente baja, por lo que en su mayor parte debe estar lleno de cavidades.
Hiperión fue descubierto en 1848 por los astrónomos William C. Bond y su hijo George P. Bond, e independientemente por William Lassell.
Probablemente está formado en su mayoría por hielo de agua.

## Nombre
Su nombre proviene de Hiperión, un Titán en la mitología griega; también se lo denomina Saturno VII.
El descubrimiento de Hiperión ocurrió poco después de que John Herschel hubiera sugerido los nombres clásicos para los otros seis satélites previamente conocidos. W. Lassell, quien encontró Hiperión dos días después que los Bonds, ya había aceptado la denominación de Herschel para los satélites de Saturno y por ende sugirió el nombre Hiperión. También publicó sus resultados antes que los Bonds.

## Características físicas

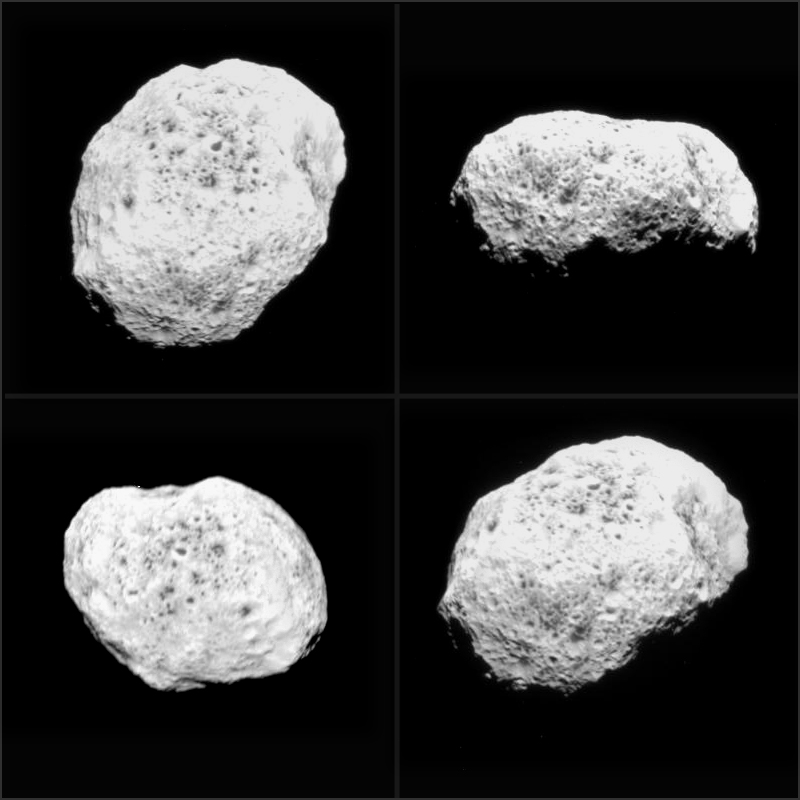
El satélite Hiperión visto desde varios ángulos.

### Morfología
Hiperión es uno de los cuerpos con forma irregular más grandes del sistema solar. El mayor cráter de impacto tiene aproximadamente 120 km de diámetro y 10 km de profundidad. Una posible explicación de su forma irregular es que Hiperión es un fragmento de un satélite previo más grande que fue parcialmente destruido por un gran impacto hace mucho tiempo atrás, un evento que se ha relacionado con el oscurecimiento parcial de Jápeto.

### Composición
Como las otras lunas de Saturno, la baja densidad de Hiperión indica que está compuesto en su mayoría de agua congelada, con una pequeña fracción de roca.
Los astrónomos piensan que Hiperión puede estar compuesto de una débil asociación gravitatoria de pedazos de rocas, lo cual sería evidencia de un pasado violento (una destrucción parcial por un impacto cometario, por ejemplo). De hecho, su 
densidad es tan baja (0,5 g/cm³) que se piensa que este cuerpo este lleno de porosidades y cavernas internas.

## Órbita
Hiperión es la siguiente luna 'clásica' de Saturno después de Titán. Una de las características más peculiares de la órbita de Hiperión es que se encuentra en una resonancia orbital 4:3 con respecto a Titán, lo que significa que este último orbita exactamente cuatro veces alrededor de Saturno por cada 3 vueltas de Hiperión.

## Descubrimientos recientes
La NASA descubrió la presencia de hidratos de carbono cuando la nave espacial Cassini-Huygens sobrevoló la luna en septiembre de 2005. Además, en julio de 2007, la sonda confirmó tanto la estructura porosa a modo de esponja como la presencia de agua en forma de hielo.
El 28 de noviembre de 2010 la nave Cassini-Huygens pasó a unos 75.000 km de Hiperión y tomó más imágenes.